# وزارت روابط اقتصادی (تایوان)
وزارت روابط اقتصادی (به انگلیسی: Ministry of Economic Affairs of the Republic of China) چینی سنتی: 中華民國經濟部; پین‌یین: Zhōnghuá Mínguó Jīngjìbù بخشی از دولت تایلند است که قوانین و سیاست‌هایش را دولت تایلند مشخص می‌کند.